# Noë-Blanche
Noë-Blanche é uma comuna francesa na região administrativa da Bretanha, no departamento Ille-et-Vilaine. Estende-se por uma área de 23,3 km². Em 2010 a comuna tinha 1 021 habitantes (densidade: 43,8 hab./km²).